# Suter Island
Suter Island ist eine kleine Insel vor der Ingrid-Christensen-Küste des ostantarktischen Prinzessin-Elisabeth-Lands. In den Vestfoldbergen liegt sie 800 südwestlich der südlichen Begrenzung der Einfahrt zur Heidemann Bay.
Norwegische Kartographen kartierten sie anhand von Luftaufnahmen der Lars-Christensen-Expedition 1936/37. Das Antarctic Names Committee of Australia benannte sie nach William J. Suter, Koch auf der Davis-Station im Jahr 1960.